# 브래드 존스
브래들리 스콧 존스(영어: Bradley Scott Jones, 1982년 3월 19일~)는 브래드 존스(영어: Brad Jones)로도 알려져 있는 오스트레일리아의 전(前) 축구 선수로, 현역 시절 포지션은 골키퍼였다.

## 클럽 경력
베이스워터 시티에서 선수 활동을 시작했으며 잉글랜드 프리미어리그의 미들즈브러로 이적하였다. 2004년 1월에 열린 노츠 카운티와의 FA컵 3라운드 경기에서 데뷔했으며 셸번과 스톡포트 카운티, 로더럼 유나이티드, 블랙풀, 셰필드 웬즈데이로 임대 이적하였고 2010년 8월 17일 리버풀로 이적하였다.
2007년 6월 2일에 열린 우루과이와의 A매치 경기에서 데뷔했으며 2007년 AFC 아시안컵에서 오스트레일리아 대표팀의 일원으로 참가하였다. 2010년 FIFA 월드컵을 앞두고 오스트레일리아 대표팀의 일원으로 선발되었지만, 백혈병을 앓고 있는 아들을 간호해야 한다며 출전을 포기하였다.
2012년 4월 10일에 열린 블랙번과의 경기에서 동료 골키퍼 도니가 페널티지역에서 데이비드 호일렛에 대한 반칙으로 퇴장당하면서 리그 데뷔전을 갖게 되었다. 야쿠부의 페널티킥을 막으며 안심하는 듯했지만, 도니의 퇴장으로 수적 열세에 놓인 리버풀은 야쿠부에게 두 골을 연달아 허용해 2:2 동점을 내주면서 승리를 내주는 듯 했으나, 후반 45분 앤디 캐롤의 결승골로 3:2 짜릿한 역전승을 거뒀다.
2023년 5월 24일, 존스는 자신의 소셜미디어를 통해 현역 생활 은퇴를 발표했다.

## 수상 내역
1. ↑  Williams, Sam (2023년 5월 24일). “Brad Jones retires from football”. 《리버풀 FC》 (영어). 2023년 5월 24일에 확인함.